# Sinoria tianmu
Sinoria tianmu är en mångfotingart som beskrevs av Tanabe, Ishii och Yin 1996. Sinoria tianmu ingår i släktet Sinoria och familjen Xystodesmidae. Inga underarter finns listade i Catalogue of Life.